# Omladinsko jezero
Le lac Omladinsko jezero ou lac de la Jeunesse est situé dans la région du Gorski Kotar en Croatie.
Il a été formé lors de la construction d'un barrage dans le but d'alimenter une centrale hydroélectrique. Sa superficie est de 2 km² et sa profondeur de 40 mètres.
Entouré de collines boisées de conifères, dans un site d'une grande beauté, le lac est devenu un site touristique très visité en été comme en hiver.